# Craugastor rhyacobatrachus
Espèce
Synonymes
- Eleutherodactylus rhyacobatrachus Campbell & Savage, 2000

Statut de conservation UICN

 EN B1ab(iii,v) : En danger
Craugastor rhyacobatrachus est une espèce d'amphibiens de la famille des Craugastoridae.

## Répartition
Cette espèce ne se rencontre désormais plus que dans l'ouest du Panama entre 950 et 1 800 m d'altitude sur le volcan Barú. Elle n'a pas été observée depuis 1964 et semble éteinte de la cordillère de Talamanca au Costa Rica,.

## Publication originale
- Campbell & Savage, 2000 : Taxonomic reconsideration of Middle American frogs of the Eleutherodactylus rugulosus group (Anura: Leptodactylidae): a reconnaissance of subtle nuances among frogs. Herpetological Monographs, vol. 14, p. 186-292.